# マルクス・ガビウス・アピシウス
マルクス・ガビウス・アピシウス（マルクス・ガウィウス・アピキウス、ラテン語: Marcus Gavius Apicius、1世紀頃）は、古代ローマ・帝政ローマ期にグルメとして知られ、贅沢を好んだ料理人である。1世紀頃、ティベリウス帝の時代に生存していたとみられる。古代ローマ随一の料理本『アピシウス』（アピキウス）は、彼の著書だとしばしば言われるが、証拠らしい物は何一つ見つかっていない。彼は古代ギリシアの文法学者だったアピオンの『On the Luxury of Apicius』の主筆だったが、現存していない。ただ彼が紀元前1世紀（正確には紀元前90年頃）に、やはりグルメかつ奢侈家として知られたアピシウスにあやかって、コグノーメンをアピシウスと名付けたことだけは明らかになっている。
マルクス・ガビウス・アピシウスの生涯については、同時期あるいは同年代の資料から証拠を得る事はできるものの、アピオンによって名付けられた著書を通して遮断されている部分もある。特に名前や贅沢な食物の由来となった部分を説明するには、多分に著書『アピシウス』と逸話風に密接な形で結びついているのである。マルクス・ガビウス・アピシウス（以後「アピシウス」と呼ぶ事にする）について逸話風にこれらの証拠を語ろうとする事は、実際の生涯とは間違った形で後世に残ってしまう事になった。
- ルキウス・アエリウス・セイヤヌス（Lucius Aelius Seianus、紀元前20年 - 紀元後31年10月18日）は、古代ローマの親衛隊長官（プラエフェクトゥス・プラエトリオ）であり、ティベリウスの親友でもあったが、若かりし頃にアピシウスと男色関係にあった[1]。
- アピシウスは初代皇帝アウグストゥスの外交・政治面のアドバイザーだったガイウス・マエケナス（ラテン語: Gaius Cilnius Maecenas、紀元前70年4月13日[2] - 紀元前8年10月）と会食した事がある。マルティアリス『エピグラム』 - このエピソードは、ルキウス・アンナエウス・セネカ（小セネカ）を、文化面のアドバイザーだったマエケナスや料理面でのアドバイザーだったアピシウスになぞらえることによって、安易に得られるものである事が明らかである。
- ティベリウスの後継者候補だった小ドルスス（紀元前14年? - 紀元23年7月1日）は、アピシウスからcymaeなる食物や、キャベツのへた、芽キャベツを食べるなと説得された。それらは下品な食べ物であるからだ[3]。
- 紀元後28年の執政官だったクィントゥス・ユニウス・ブラエスス（31年没）とルキウス・アンティスティウス・ベトゥス（Lucius Antistius Vetus）はアピシウスの家で豪華な食事を会食した[注 1]。
- ティベリウスは市場で大きな赤のボラを見かけ、アピシウスとアウグストゥスのどちらが買うかを賭けた。両名ともその賭けに参加し、アウグストゥスが勝ってそのボラを得た[5]。
- アピシウスはミントゥルノ（カンパニア州）に住んでいた。そこでとれる大きいザリガニをたくさん食べていて、莫大な食費を費やしていた。ミントゥルノ産のものはスミルナ産やアレキサンドリア産より大きかったからである。北アフリカのリビア沿岸の近海で、さらに大きなザリガニが獲れると聞いて、アピシウスはボートと乗組員を徴用してリビアに着いたが、上陸する前に、地元の漁師がよってきてザリガニを見せた。アピシウスは「もっと良いザリガニがないか？」ときいたが、ないということだったので、リビアの「陸に上がることなく」引き返した[注 2]。
- アピシウスは「生まれながらにして、わざわざ途方もないぜいたくを楽しんだ人間だった」。彼は、赤いボラは調理する前に自分の魚醤の中に漬けておく事だ。それが一番美味しく召し上がれる方法だと説いていた[7]。
- アピシウスはフラミンゴの舌こそこの世で一番の風味だと力説した[8]。
- 生きたダチョウを料理する方法（つまりフォアグラ）としては、生きた豚とよく似た方法で調理すべしだとアピシウスが説いた方法が現存している。彼は乾燥イチジクを豚に食べさせて、ムルスム（英語版）（ラテン語: mulsum、蜂蜜入りワイン）の過剰摂取により屠殺していた[9]。
- 彼は食費に1億セステルティウスもの金を費やしており、ローマ皇帝から戴いた贈り物を全て使い果たし、その上で彼の収入は贅沢などんちゃん騒ぎのために消えていったので、アピシウスの手元には1000万セステルティウスしか残らなかった。それは普通の人間には巨額だったが、彼は貧困に陥ったことをひどく嘆き、自ら毒をあおって自殺した[注 3]

アピシウスの名前を冠したレシピはいくつもあり、アピシウスの人となりを説明するのに可能である。
- キャベツを調理する時に、食用油と塩の中にマリネにし、ソーダ[どれ?]を使う事によって緑色を保つ[11]。
- ケーキの一種である「Chrysippus of Tyana」 - アテナイオス『食卓の賢人たち』647c.に記載されている。
- 『アピシウス』にある7つのレシピ[12]。

ローマの文学者はアピシウスを、典型的なグルメかつ大食家だったと評価した。例えば小セネカは、料理を科学的に証明し、彼の料理は時代と共に退廃していったと評価した。4世紀か5世紀になるとアピシウスは料理人ではなく、著作家として記憶されるようになった。それはあの料理本『アピシウス』がその当時刊行された事に因る物である。このような言及が最初になされたのは、『Scholia on Juvenal』 (4.22)で、アピシウスがディナーやソースの作り方を書いたと記載された。